# Rue Michelet (Paris)
Pour les articles homonymes, voir Rue Michelet.
La rue Michelet est une voie du 6e arrondissement de Paris, coupée par l'avenue de l'Observatoire.

## Situation et accès

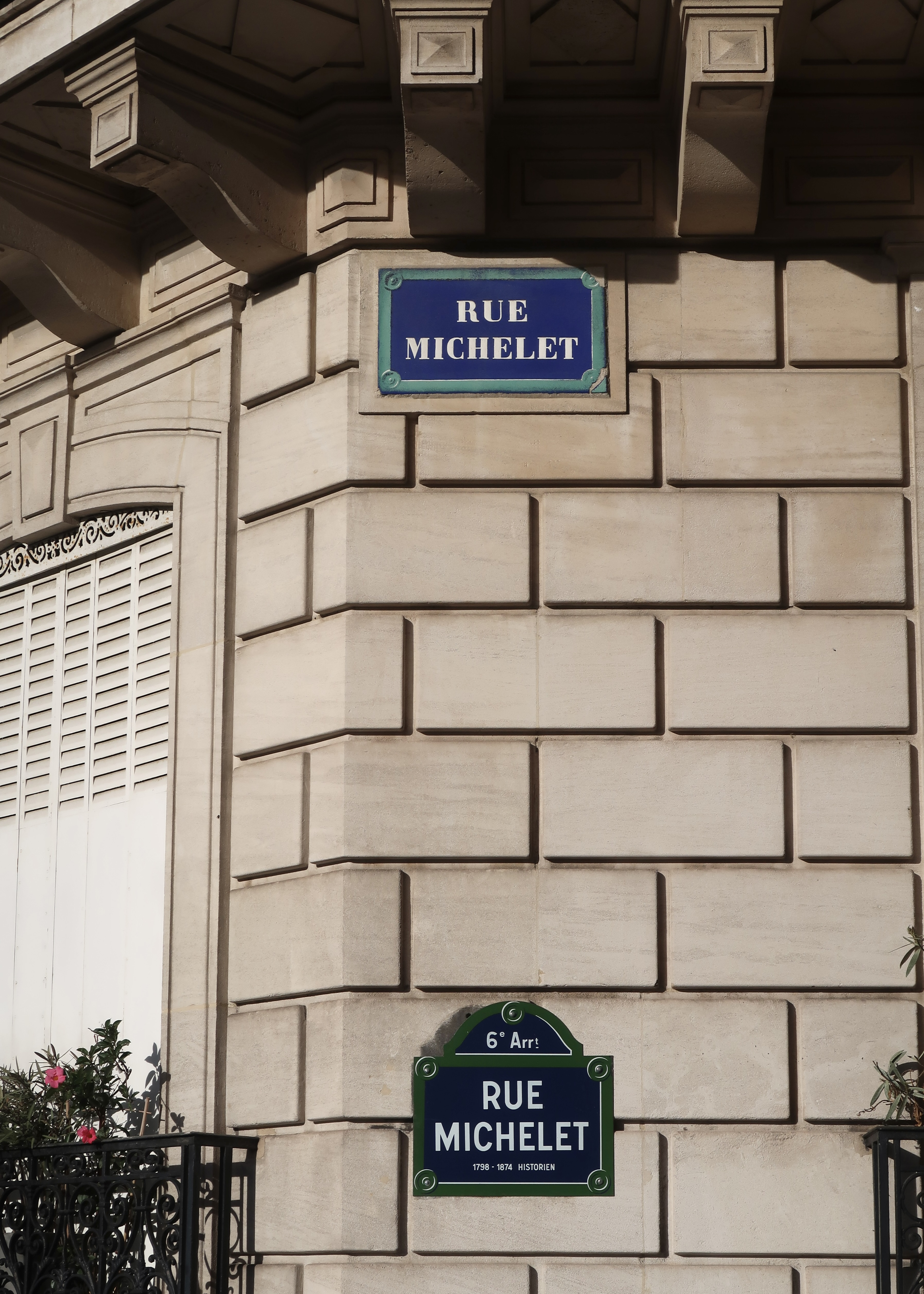
Plaques ancienne (en haut) et récente (en bas).

Longue de 240 mètres, elle commence 82, boulevard Saint-Michel et se termine au 81, rue d’Assas.
Le quartier est desservi par la ligne B du RER à la gare de Port-Royal.

## Origine du nom

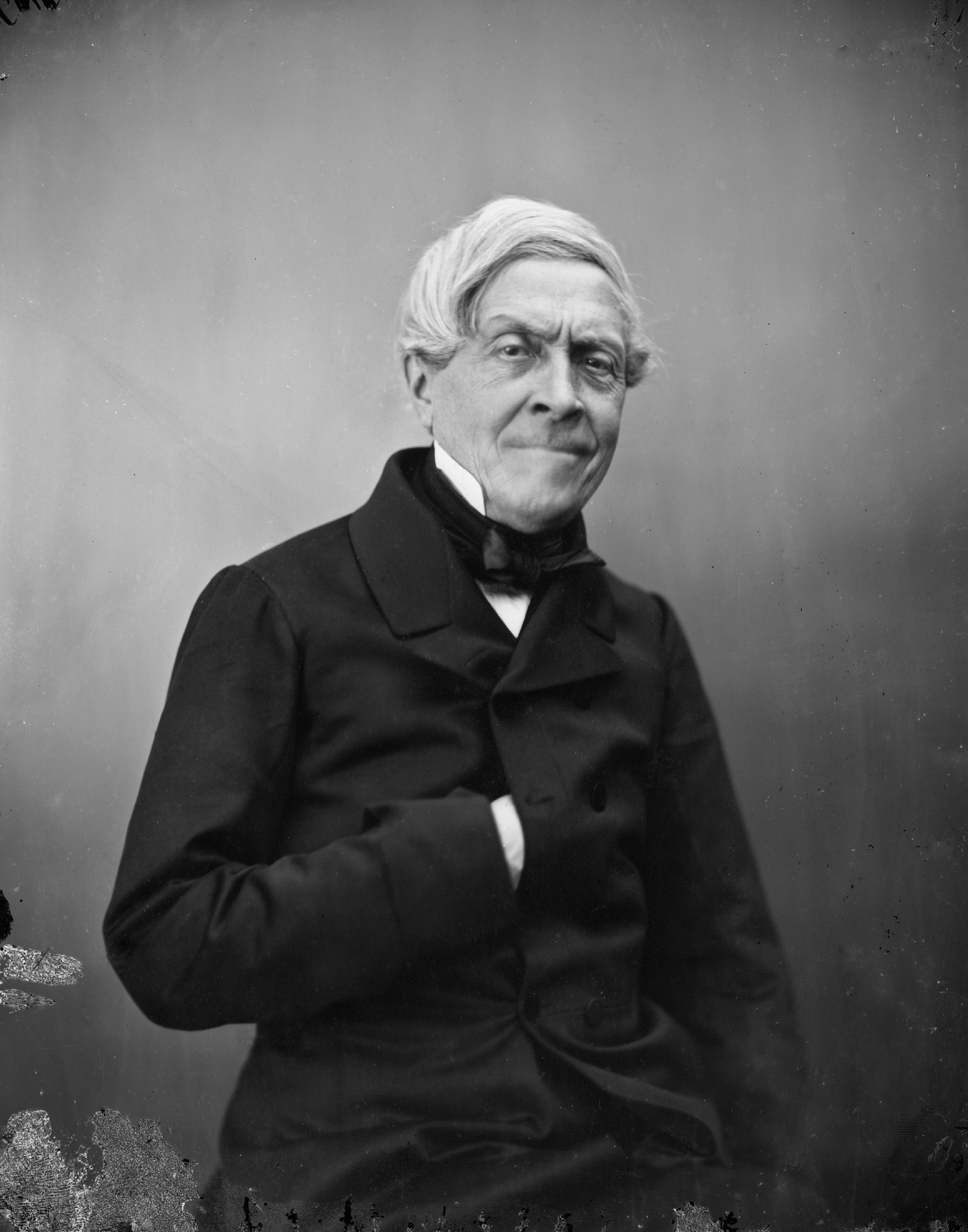
Jules Michelet, par Nadar.

Elle porte le nom de l'historien et écrivain français Jules Michelet (1798-1874) en raison du voisinage de la rue d'Assas, où se trouvait son dernier domicile.

## Historique
Cette voie, qui fut ouverte par un décret du 14 août 1866 sous le nom administratif de « rue E », reçut sa dénomination actuelle par un décret du 10 novembre 1877.
Le 6 avril 1918, durant la première Guerre mondiale, un obus lancé par la Grosse Bertha explose au no 13 rue Michelet.

## Bâtiments remarquables et lieux de mémoire

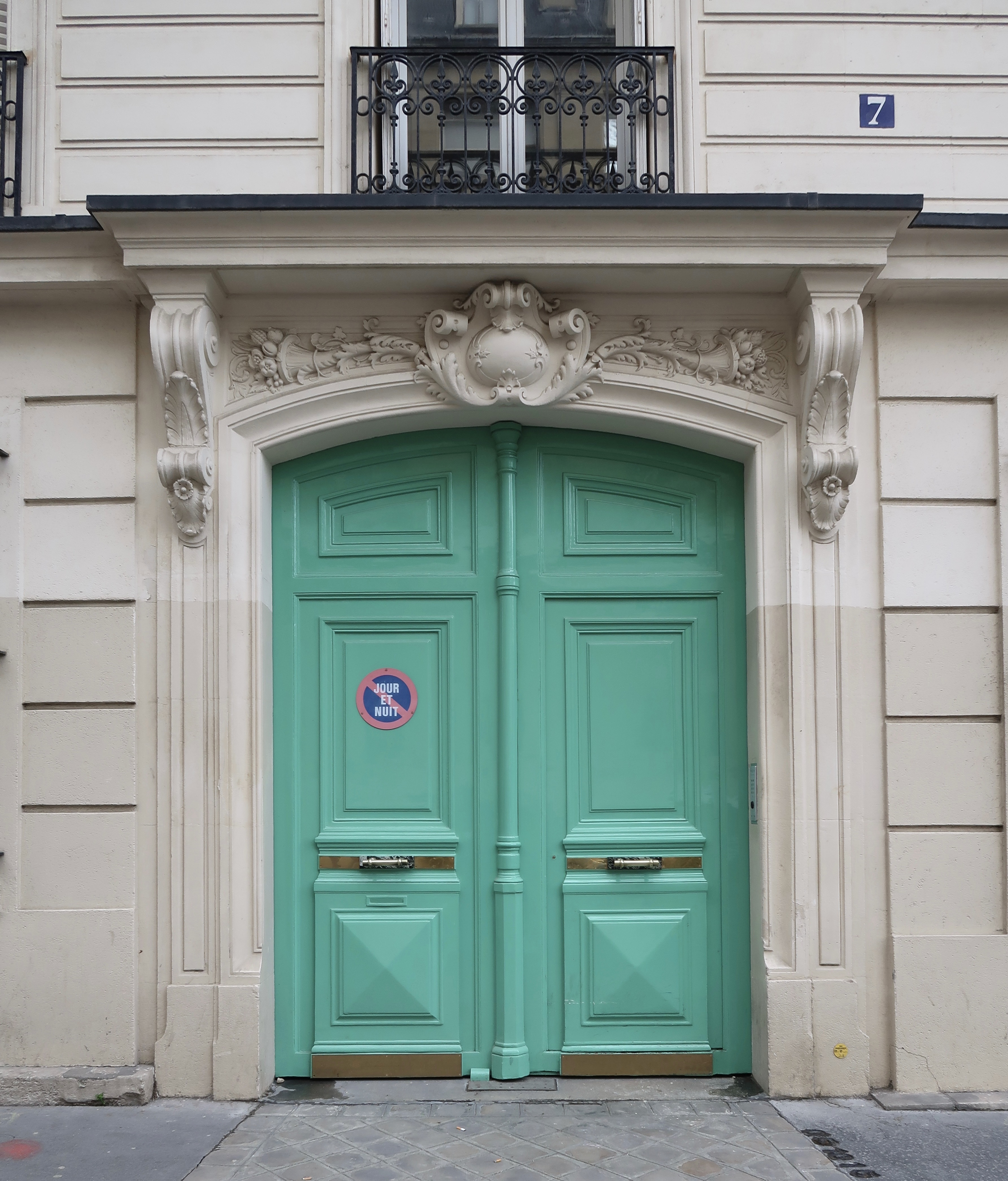
Entrée du no 7.

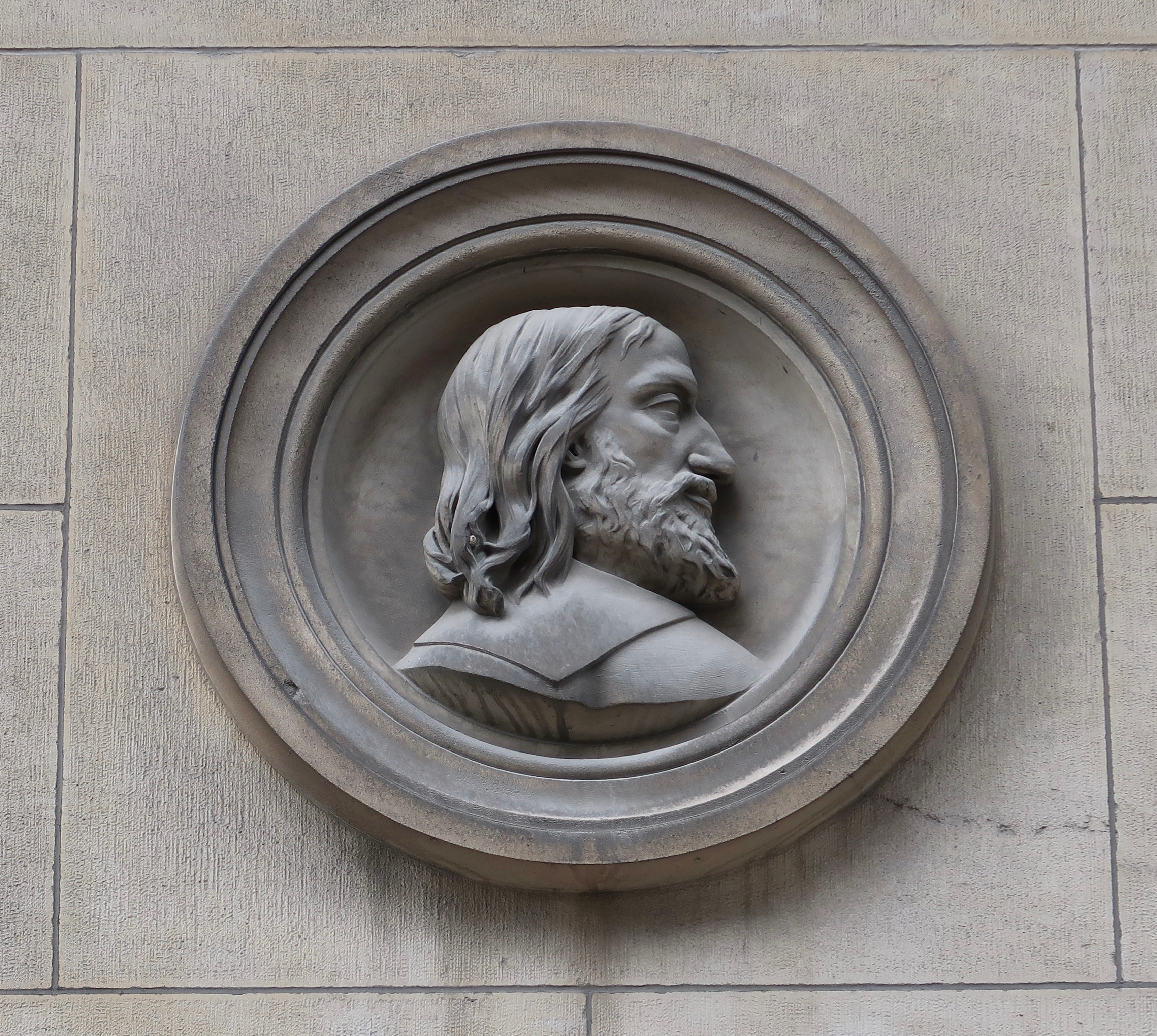
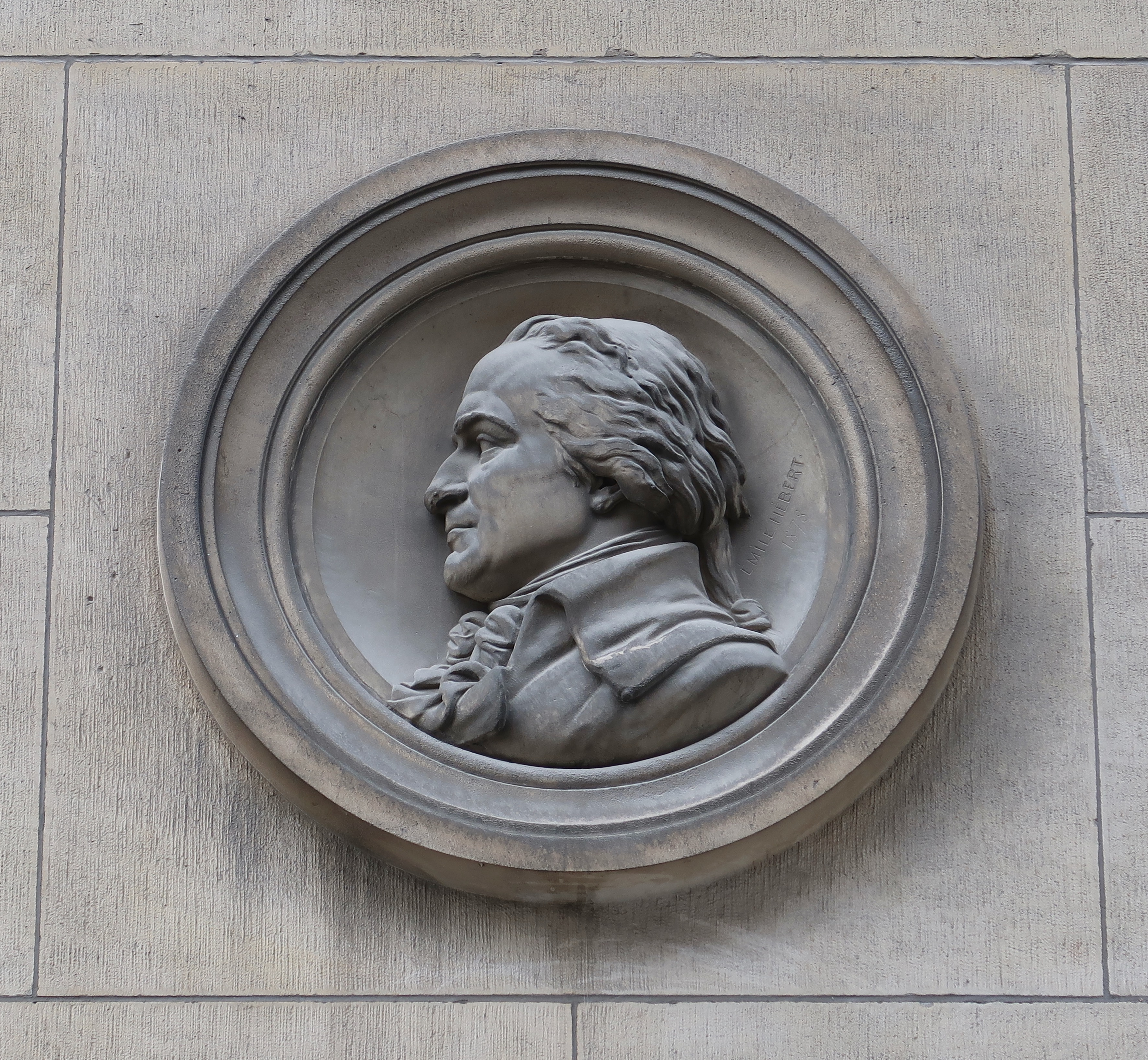

- No 3 : Institut d'art et d'archéologie, UFR, Sorbonne Université.
- No 4 : plaque en hommage à Geneviève de Gaulle-Anthonioz.
- No 5 : ici vécut Léon Gastinel, (1823-1906)[3], violoniste et compositeur de musique, grand prix de Rome en 1846.
- No 6 : maison des jardiniers de la faculté de Pharmacie construite par l’architecte Charles Laisné en 1876-1885 sur l’ancienne pépinière du Luxembourg[4].
- No 9 : Institut d'études slaves, Sorbonne Université. Plaque en hommage à l'historien Ernest Denis, son fondateur.
- No 13 : la famille de Romain Rolland emménage à cette adresse en 1885[5].

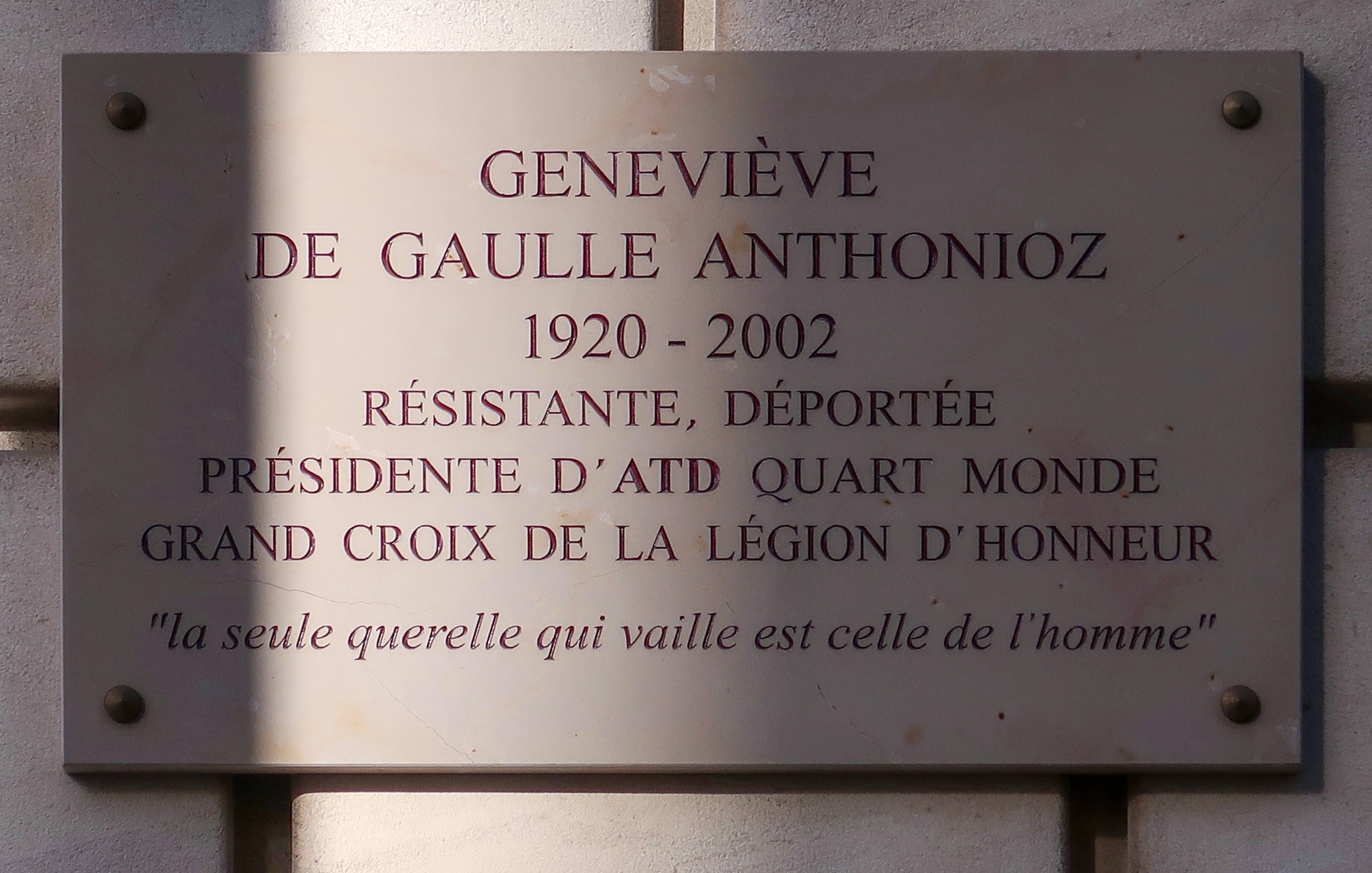
Plaque au no 4.
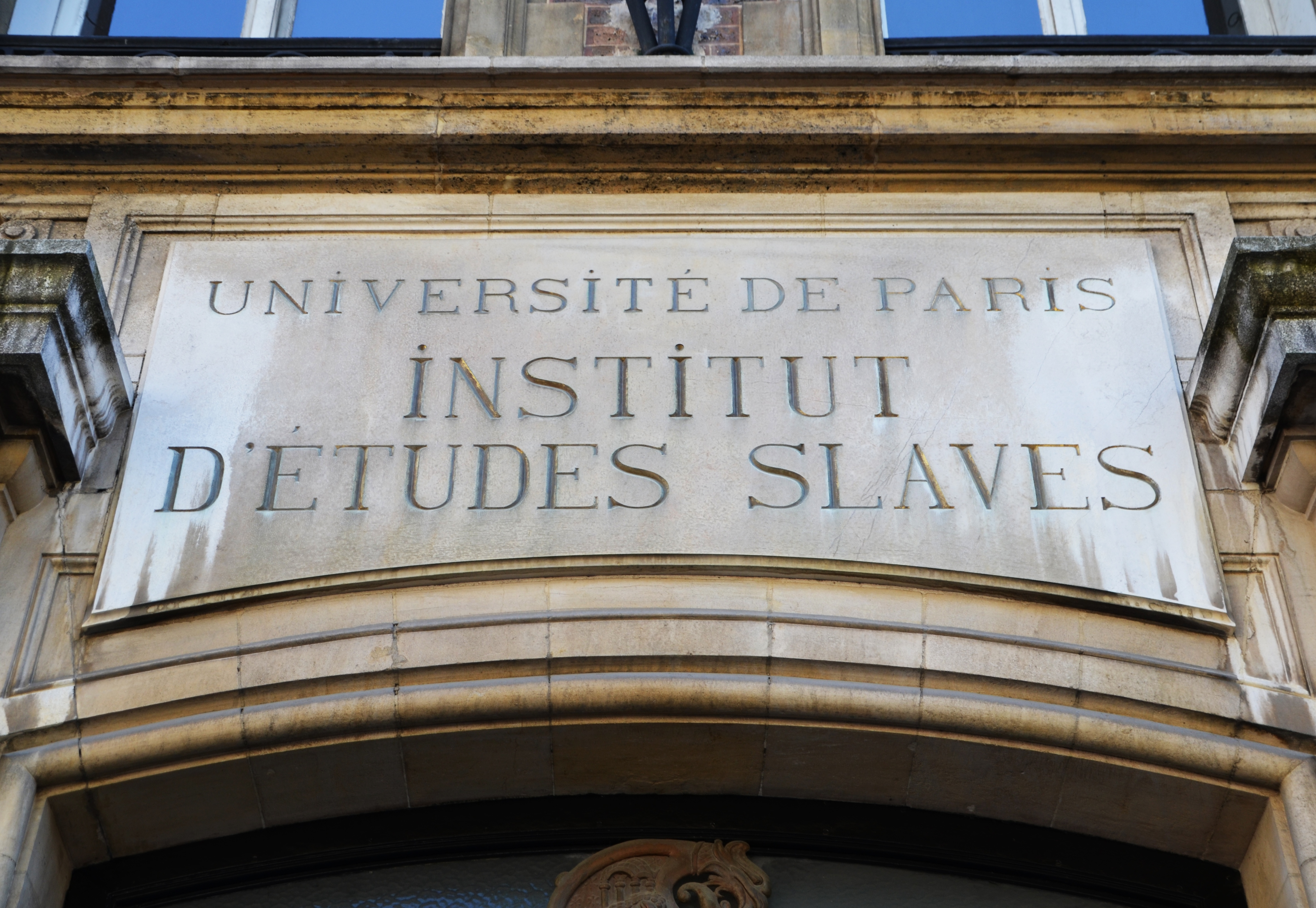
Fronton au no 9.
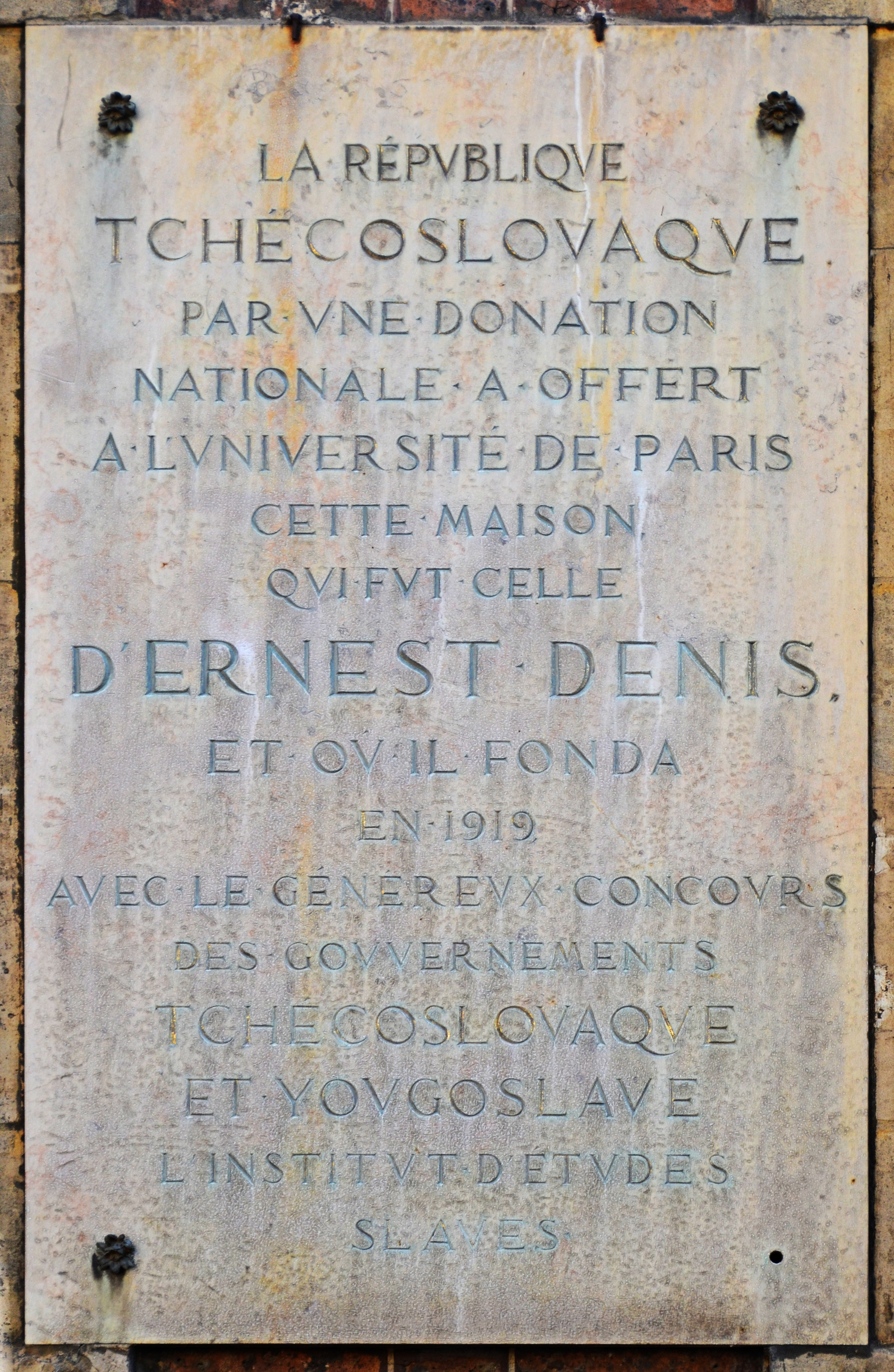
Plaque au no 9.
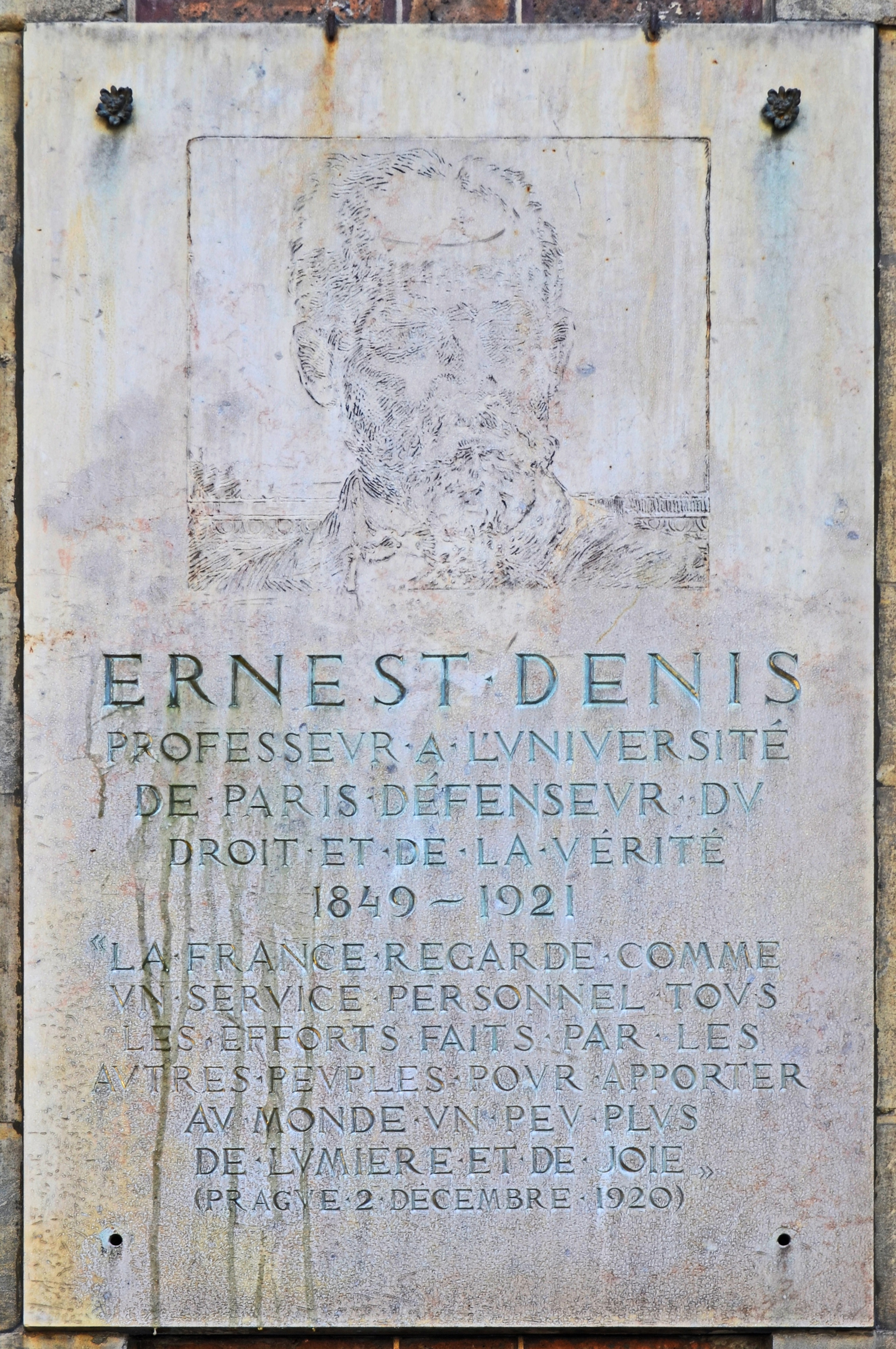
Plaque au no 9 bis.

Médaillons le long de la faculté de pharmacie